# BStB 304 bis 306
Die Triebwagen BStB 304–306 waren dieselelektrische Fahrzeuge der Brandenburgischen Städtebahn (BStB).
Sie wurden als Schlepptriebwagen für den Berufs- und Ausflugsverkehr auf dem umfangreichen Netz der Brandenburgischen Städtebahn beschafft und waren die Weiterentwicklung der BStB 301–303. Die Fahrzeuge waren ähnlich den 302-kW-Triebwagen (DR 137 058 … 079) der Deutschen Reichsbahn gestaltet. Sie waren auf zahlreichen Werbeprospekten abgebildet und waren mit ihrer dieselelektrischen Zweimaschinenanlage die seinerzeit stärksten Privatbahntriebwagen in Deutschland. Alle Fahrzeuge wurden nach 1949 von der Deutschen Reichsbahn als VT 137 556 bis VT 137 558 übernommen. Die Fahrzeuge waren bis Ende der 1960er Jahre im Einsatz und sind heute nicht mehr vorhanden.

## Geschichte
Nachdem von der Brandenburgischen Städtebahn die Voraussetzungen für die Beschaffung weiterer Dieseltriebwagen geschaffen worden waren, wurde 1937 ein Fahrzeug wiederum von Linke-Hofmann gekauft. Gegenüber den Vorgängerfahrzeugen 301 bis 303 war der Triebwagen mit einer Zweimaschinenanlage ausgestattet. Im Unterschied zum Vorgänger waren vier Achsen angetrieben. Demzufolge standen beide Maschinenanlagen am vorderen Triebwagenende nebeneinander. Um die erforderliche Achslast einzuhalten, musste das Drehgestell unter der Maschinenanlage dreiachsig ausgebildet werden. Der Triebwagen galt bei seiner Indienststellung auf Grund seiner Größe als Versuchsfahrzeug. Während der Erprobung stellte sich der erhöhte Verschleiß der Radreifen des mittleren Radsatzes beim dreiachsigen Drehgestell als wesentlicher Mangel heraus. Daraufhin wurde der Spurkranz des mittleren Radsatzes des dreiachsigen Drehgestells entfernt. Der Triebwagen war in der Lage, eine Anhängelast von 300 Tonnen bei 10 ‰ Steigung mit 60 km/h zu befördern. Für einen wirtschaftlichen Betrieb bei geringer Anhängelast wurde er mit nur einer Maschinenanlage betrieben.
Gleichzeitig mit dem Triebwagen wurden neue vierachsige Beiwagen beschaftt, die ein Fassungsvermögen von 96 Sitzplätzen hatten. Nach dreijährigem Test konnten bei Linke-Hofmann zwei weitere fünfachsige Triebwagen bestellt werden, die der 304 bis auf kleine Änderungen entsprachen. So hatten sie ab Werk eine Vielfachsteuerung. Von dem Triebwagen 304 ist das Betriebsbuch erhalten geblieben und gibt Aufschluss über folgende Laufleistungen: 1937 19206 km, 1938 122.9354 km, 1939 95.946 km, 1940 44.469 km, 1941 27.528 km, 1942 19.606 km, 1943 22.269 km, 1944 42.400 km, 1945 2.036 km, 1946 22.135 km, 1947 39.908 km, 1948 keine Laufleistung, 1949 31.809 km und 1950 55.711 km.
Die Fahrzeuge, die ab 1949 VT 137 556 bis VT 137 558 bezeichnet wurden, waren zu DDR-Zeiten bei der Brandenburgischen Städtebahn im Einsatz. Auf Grund nicht mehr vorhandener Ersatzteile mussten alle drei Fahrzeuge 1966 abgestellt werden. Die Ausmusterung und Verschrottung folgte zwei Jahre später.

## Technische Beschreibung
Die Fahrzeuge entsprechen von ihrem Grundaufbau den BStB 301–303, lediglich mit den Unterschieden der doppelten Maschinenanlage, des fünfachsigen Laufwerkes, der vier Antriebsachsen und der zwei Abgashauben über den Maschinenanlagen. So vergrößerte sich die Dienstmasse der Fahrzeuge um 20 Tonnen. Der offensichtliche Unterschied zu den Triebwagen der Serie DR 137 031 … 093 war die in Fahrzeugmitte liegende Übergangstür.
Die Inneneinrichtung war gegenüber den Vorgängermodellen umgestaltet worden. Sie hatten ungefähr 20 Sitzplätze weniger, dafür war der Gepäckraum auf eine Größe von 11,6 m2 vergrößert worden. Die Postraumkapazität blieb gleich groß.
Die Maschinenanlage war die zweimotorige Ausführung der Vorgängerfahrzeuge 301 bis 303. Inzwischen war die Leistung des MAN-Dieselmotors W8 V 17,5/22 auf 265 PS gesteigert worden. Motor und Generator waren nebeneinander im Gepäckraum des Triebwagens angeordnet.